# A tönk meg a széle
A tönk meg a széle Várkonyi Gábor által rendezett, Szilágyi Tibor főszereplésével készült, 1983-ban forgatott magyar tévéjáték. Első, zárt körű vetítései 1984 júniusában voltak, a Magyar Televízió 1984. szeptember első napjaiban tűzte először műsorára.
A film kitalált helyszíneken játszódik, szabadtéri jeleneteit Dunaföldváron forgatták.

## Cselekmény
Magyarszurdok elszegényedett kisváros az 1980-as évek elejének vidéki Magyarországán. A film kezdő képsoraiban Poór, a város tanácselnöke (Sinkovits Imre) lesújtva közli a helyi funkcionáriusokkal a frissen szerzett értesülését: szeretett városuk – hosszú idő után először – egyetlen fillér támogatást sem kap a megyei költségvetési keretből. Sőt, ami ennél is rosszabb: azt vették tervbe, hogy beolvasztják a települést a szomszédos Tatárszegbe. Utóbbi tanácselnöke, Sobor (Miklósy György) már előre örül az egyesítésnek, úgy tervezi, hogy Magyarszurdok lesz majd Tatárszeg kommunális kiszolgálója.
Mielőtt Magyarszurdokon mindenkin úrrá lenne az elkeseredettség, a helyi múzeum igazgatója, dr. Holló Iván (Szilágyi Tibor) briliáns ötlettel áll elő: találjanak valakit a város múltjában, aki olyan nevezetes, hogy bevételt termelő turisztikai célponttá emelheti Magyarszurdokot. Ha pedig nincs olyan, akkor kreáljanak egyet… Kezdetben többféle ötlet születik: legyen az illető az 1848-49-es szabadságharc vagy a Rákóczi-szabadságharc hőse, esetleg végvári vitéz, de Holló ezeket elveti, mert történelmileg túl közelinek – s ezáltal nyilván jobban leellenőrizhetőnek – értékeli őket. De végül összeáll a koncepció: legyen a város híressége a kitalált Betse fia Bodony, Szent László király korának vitéz harcosa.
Egyedül Poór nem hisz az ötlet sikerében, a többiek viszont igen – sőt a jó ügy érdekében, felesége unszolására a tanácselnök is beadja a derekát –, így apránként beindulnak a fogaskerekek. Egy régiségkereskedő segítségével „kerülköznek” középkori leletek, születik históriás költemény Bodony vitézi tetteiről, Ilosvai Selymes Péter modorában, majd kantáta a versre alapozva, sőt egy nagyobb műterem ígéretéért cserében méretes lovasszobor készítésébe is belefog a helyi szobrászművész.
Az elgondolás váratlan sikert szül: a Bodonyról szóló első, szerény helytörténeti kiállítást egyre többféle rendezvény és felfutó sajtónyilvánosság követi, a város bevételei pedig rövid időn belül sokszorosára – az egyik jelenetben a tanácselnök szájából elhangzó adat szerint 28-szorosára – gyarapodnak. Fesztiválok követik egymást – az egyik sztárfellépő a hazai könnyűzenei életbe akkor berobbant Dolly Roll volt, amely ráadásul dalt is szerzett a kitalált hősről –, Bodony iskolai tananyaggá, érettségi tétellé válik, és már rég nincs szó arról, hogy a szépen prosperáló várost Tatárszeghez csatolnák. A kilátás most épp fordított: Tatárszegnek ígérkezik az alárendelt szerep, főleg mert annak a városnak sincs semmi különösebb vonzereje, egy ugyancsak bizonytalan eredetű középkori relikviát, a nevét is adó „tatár” szeget leszámítva.
Előbb-utóbb megjelennek azonban a Holló ötletéből kibontakozó sikertörténet felett az első viharfelhők is. Először a szobrász unja meg, hogy ígéretekért kell dolgoznia, ezért némi vívódás után beárulja a csalást a megyei vezetőknek; azok azonban szemet hunynak, mert úgy látják, nem állna érdekükben leleplezni a fiktív hőst és az ekkorra már terebélyessé duzzasztott mítoszát. Felbukkan egy pitiáner csalásokból élő pár is, akik gyanút fognak a leletek, s így az egész sztori valódiságát illetően, ezért megzsarolják Hollót, illetve amikor az nemet mond, azzal fenyegetik, hogy kitálalnak a megyénél; az igazgató azonban könnyen leszereli a támadást azzal, hogy a megyei vezetés tudtával zajlanak az események.
Végül a tatárszegi tanácselnök is megjelenik a megyei vezetők körében, azzal a nagy hírrel, hogy a városa határában régóta zajló szénhidrogén-kutatások végre eredményre vezettek, a központtól 6 kilométerre kitermelésre érdemes – és magas bevétellel kecsegtető – olajvagyonra bukkantak. Már-már úgy tűnik, hogy a váratlan fordulat hatására a két város rivalizálásából Tatárszeg kerül ki győztesen, a megyei vezetés azonban salamoni döntést hoz. A kőolaj-lelőhelyen új várost alapítanak Magyarnafta néven, melynek Magyarszurdok és Tatárszeg is csak kommunális kiszolgálója lesz, a tanácselnök pedig nem Sobor lesz, de nem is Poór, hanem Dudich, a megyei korifeusok egyike.

## Közreműködők

### Alkotók
- Író: Radványi Ervin
- Dramaturg: Lendvai György
- Díszlettervező: Barta László
- Jelmeztervező: Mátrai Teréz
- Építész: B. Kiss László
- Berendező: Molnár Miklós
- Maszkmester: Kovács Emilné
- Zeneszerző: Dékány Endre (Bodony-kantáta), Dolly Roll (Szívrabló boogie)
- Fővilágosító: Dancsók Zoltán
- Hangmérnök: Zentai János, Petőházi István
- Filmvágó: Palotai Éva
- Zenei szerkesztő: Hídvégi Zoltán
- Képmérnök: Rosta György
- Rögzítésvezető: Szücsi Attila
- Műszaki vezető: Csáki István
- Kameramann: Berek Oszkár, Mészáros Kornél, Reiss Iván,
- Felvételvezető: Szabó Gábor
- A rendező munkatársa: ifj. Elek Ottó
- Vezető operatőr: Illés János
- Gyártásvezető: Bodonyi István
- Rendező: Várkonyi Gábor

### Szereplők
- Szilágyi Tibor – dr. Holló Iván régész, a magyarszurdoki múzeum igazgatója
- Sinkovits Imre – Poór Tibor, magyarszurdoki tanácselnök
- Tolnay Klári – Olga, magyarszurdoki tanácsi tisztviselő
- Gelley Kornél – Vadas Zoltán zeneszerző, a Hazafias Népfront magyarszurdoki elnöke, a helyi zeneiskola igazgatója
- Székhelyi József – Várkerti (Weisz) Csaba / Marcello Bodoni, csalás, házasságszédelgés és más bűncselekmények miatt többszörösen büntetett, állástalan színész
- Soproni Ági – Etel, volt történelemtanár, Csaba menedzsere és partnere
- Inke László – régiségkereskedő, Várkerti nagybátyja
- Gombos Katalin – Poór felesége
- Fonyó István – Bálint, megyei tanácselnök
- Kézdy György – Dudich, megyei tisztviselő
- Gosztonyi János – megyei tisztviselő
- Miklósy György – Sobor, tatárszegi tanácselnök
- Földi Teri – Logodi Márta, költő-műfordító
- Incze József – Galavics Titusz, szobrász- és festőművész
- Gelecsényi Sára – Gizi, Titusz felesége
- Sára Bernadette – tanítónő
- Bokodi Béla – televíziós szerkesztő (önmaga)
- Ránki Júlia – riporter (önmaga)
- Tatár Eszter – titkárnő
- Dávid Ágnes
- Bittera Judit
- és az Annamátia Vegyeskar (karvezető: Telekiné Rábai Melinda)

## Kritikák
A film a korabeli kritikusoktól általában jó értékeléseket kapott. Azt azonban több bírálat szerzője is fontosnak tartotta megemlíteni, hogy a kiinduló ötlete feltűnően hasonlít Katajev Az emlékmúzeum című színművének, illetve az abból adaptált – s a magyar televízióban 1984 januárjában bemutatott – filmváltozatnak az alaphelyzetéhez: lényegében mindkettő esetében arról volt szó, hogy egy jól szervezett szélhámosság miként virágoztathatja fel egy poros, vergődő kisváros életét. A kritikusok közül Lőcsei Gabriella egyenesen három egypetéjű irodalmi csemetéről írt, megemlítve, hogy Gertler Viktor Dollárpapa című filmje is hasonló alaphelyzetre építkezik, és azt is műsorra tűzte 1984-ben a magyar televízió. Egy másik kritikus viszont elfogadta – és cikkébe bele is szőtte – az alkotók azon nyilatkozatát, miszerint nem ismerték a Katajev-művet; lakonikusan erről csak annyit írt: „Bizonyára nekik is kínos ez az összetalálkozás.” [kiemelés az eredetiben] Utóbbi szerző beszámolt arról is, hogy ismeretei szerint az első, zárt körű vetítések egyikén – 1984. júniusában, a veszprémi Bakony Művek kollektívája előtt –, a film terjedelmével kapcsolatban felmerült nézői észrevételekre reagálva a rendező ígéretet tett még némi további húzásra. A kritikus szerint ez a szeptemberi tévés premierig meg is történt, ám ettől a történet egyes szálai a kész produkcióban elvarratlanok maradtak.

## Részvétele filmfesztiválokon
Egy korabeli sajtóbeszámoló szerint a film 1984 őszén részt vett a Bulgáriában tartott plovdivi nemzetközi filmfesztiválon, mint a felnőtt kategória magyar versenyzője, mérsékelt sikerrel. A fesztiválon jelen lévő újságíró, Kenessei András beszámolója szerint e film levetítésével kezdődött a műsor, márpedig „az egy hétig tartó vetítésen elsőnek lenni a legöregebb álmoskönyvek szerint sem jelent nyerési esélyt”. További hátráltató tényezőnek értékelte a tudósító azt is, hogy „A vetítés során összesen öt alkalommal kellett megállni, s háromszor elölről kezdeni. Ez pedig már akkora teher, amekkorát a világ legjobb (és sokkal szerencsésebb időpontban vetített) tévés versenyfilmje sem tudott volna elvinni a vállán. Abból a teremből, ahol a delegációk tagjai ültek, majdnem a nézők fele ment el az utolsó afférig, amely körülbelül a film felénél történt. A zsűriteremben ülők közül pedig a spanyol zsűritag azt kérte, hogy vetítsék le neki még egyszer, mert a látottak alapján nem tud felelősséggel ítélni.” [kiemelés az eredetiben] A cikk szerint a leállások egy része a szinkrontolmácsolás problémáival függött össze, míg a többi leállás okaira nem derült fény.
Felrótta a tudósító a Magyar Televíziónak azt is, hogy a fesztiválra kiküldött, saját gyártásban készített idegen (angol és orosz) nyelvű ismertetőkben a film címét értelem szerinti tükörfordítással adták meg, ahelyett, hogy megfelelő anglicizmust, russzicizmust találtak volna rá. Így lett A tönk meg a széle angolul On the Brink of the Ruin, „ami valóban a tönkremenés széle, ám a magyar cím minden iróniája nélkül (egy iróniára hajló nyelven!), oroszul pedig Bity na kraja proposztyi (kb. „a szakadék szélén lenni”).” Zárásként a cikkíró leszögezte: nem fordítási tanácsokat kíván adni, „csak leszögezni azt az elszomorító tényt, hogy dühítő a versenyfilmjeink iránti intézményi közömbösségünk, s hogy menedzselésből igazán példát vehetnénk másoktól.”